# Helen Svensson Fletre
Helen Svensson Fletre, född 16 mars 1909 i Ödeshögs församling, död 15 mars 1987, var en svensk-amerikansk journalist.

## Bakgrund
Helen Svensson fick sin utbildning i Sverige och i London. Hon tog lärarexamen i London 1931 och arbetade som guvernant i England och senare som lärare i Norge. På en resa 1932 för att träffa släktingar i Chicago träffade hon den norsk-amerikanska skulptören Lars Fletre. 1934 gifte de sig. De bosatte sig i Norge, främst i Voss fram till 1954, då de flyttade till Chicago med sina tre barn och bosatte sig på Logan Square 1954.

## Karriär
Helen Svensson Fletre blev en tongivande medlem i den norsk-amerikanska gemenskapen i Chicago. Hon och hennes man engagerade sig i de många små gemenskaper och föreningar som blomstrade på den tiden, särskilt DeLiSa (Det literaer Samfund), Chicago Norske Klub, Nordmanns Forbundet, Norwegian National League och andra. Helen Svensson Fletre tolkade och guidade i samband med att Olav V av Norge besökte Chicago under sitt statsbesök i USA. När Olav V besökte Chicago 1975 tog hon honom på en personlig rundtur i Edvard Munch-utställningen på Art Institute of Chicago. Hon ingick i Sesquicentennial-kommissionen och var medredaktör för From Fjord to Prairie . 
Helen Svensson Fletres mor hade varit en tidig feminist i Sverige, och Fletre själv engagerade sig för Equal Rights Amendment och mot kärnvapen. Hon hjälpte också till att grunda en grannskapsförening för att bekämpa brottslighet och bistod Victory Gardens Theatre när Ibsen- och Strindberg-pjäser sattes upp. Hon skrev hundratals artiklar i Vinland, den Chicago-baserade norsk-amerikanska tidningen. Som anställd skribent vid tidningen bidrog hon med många artiklar. Helen Fletre tjänstgjorde som journalist för Vinland tills den upphörde med publiceringen i samband med att ägaren och redaktören Bertram Jensenius dog 1976.
Helen Svensson Fletre deltog ofta vid symposier och konferenser där hon presenterade artiklar som handlade om norsk-amerikanskt kulturliv i Chicago. Hon konsulterades ofta i allt som rörde norsk-amerikaner i Chicago. 1976 mottog hon Sankt Olavs orden för sitt mångåriga arbete med relationerna till Norge.
1984 var hon redaktör för Bridges to Norway: 1934-1984. Under sina sista år hjälpte hon till att samla information till A Century of Urban Life av Odd S. Lovoll som gavs ut av Norwegian-American Historical Association 1988.